# جون روجرز أندرسون
جون روجرز أندرسون هو دبلوماسي كندي، ولد في 9 سبتمبر 1941 في ترايل في كندا.